# Дочь Робин Гуда: Принцесса воров
«Дочь Робин Гуда: Принцесса воров» (англ. Princess of Thieves) — американский приключенческий телефильм 2001 года. Премьера в России состоялась 3 мая 2008 года.

## Сюжет
В 1184 году в Англии у Робин Гуда рождается ребёнок. Шериф Ноттингемский, ненавидящий разбойника, сначала замышляет убийство младенца, но узнав, что родилась девочка, решает, что опасности для него она не представляет.
1199 год. Гвин, дочь Робин Гуда, живёт спокойной пасторальной жизнью в деревне, дружит с Фродериком, её ровесником. Её отец, вечно в разъездах, навещает девушку редко, а она тем временем в совершенстве овладевает искусством верховой езды и стрельбы из лука. Вскоре приходят известия, что король при смерти, и теперь за английский трон будут бороться принц Джон, младший брат короля, и принц Филип, незаконнорожденный сын короля. Для простых бедных людей предпочтительнее добрый и весёлый Филип, чем злой и жестокий Джон, поэтому Робин Гуду предстоит встретить возвращающегося из Франции Филипа и сопроводить его в Лондон, поскольку Джон несомненно приложит все силы, чтобы убрать племянника. Гвин просится поехать с отцом на это задание, но тот ей отказывает, тогда девушка обрезает волосы, одевается в мужское платье и самовольно отправляется вслед за отцом. За ней увязывается и Фродерик.
Вскоре в лесу люди принца Джона пленяют Фродерика, но затем шериф его отпускает, чтобы тот вывел их на Робин Гуда. Так и происходит, Робин Гуд и его друг Уилл пойманы, а на берег, на встречу с принцем Филипом отправляется человек Джона. Встретившись с прибывшими из Франции он по ошибке убивает не Филипа, а его слугу, Конрада, самому принцу удаётся бежать, теперь он мечтает вернуться во Францию к своей беззаботной жизни, прочь из этой жестокой Англии. Блуждая по лесу, принц встречает Гвин, и далее они путешествуют вместе, при этом Филип выдаёт себя за Конрада, своего собственного убитого слугу.
Постепенно, особенно после встречи с командой Робин Гуда, Филип проникается чувством ответственности за страну, и публично признаётся, что на самом деле он принц. Воодушевлённые, разбойники готовы следовать за ним, надо остановить коронацию, которая уже началась, и спасти Робин Гуда из Тауэра.
Несмотря на яростное сопротивление людей Джона, Гвин, Филипу, Фродерику и людям Робин Гуда удаётся сделать и то и другое.

## В ролях
- Кира Найтли[1] — Гвин, дочь Робин Гуда
- Дель Синнотт — Фродерик, друг Гвин
- Стивен Мойер — принц Филип (Филипп де Коньяк), незаконнорожденный сын Ричарда Львиное Сердце
- Стюарт Уилсон — Робин Гуд
- Малкольм Макдауэлл — шериф Ноттингемский
- Джонатан Хайд — принц Джон, младший брат Ричарда Львиное Сердце
- Роджер Эштон-Гриффитс — монах Тук
- Ханна Крессуэлл — Мэриан (только голос)
- Штефан Янку — ребёнок лучник